# Narayana piceipennis
Narayana piceipennis är en insektsart som beskrevs av William Lucas Distant 1906. Narayana piceipennis ingår i släktet Narayana och familjen sköldstritar. Inga underarter finns listade i Catalogue of Life.